# Quebec (Durham)
Pour les articles homonymes, voir Québec (homonymie).
Quebec est un petit village du comté de Durham, dans le Nord-Est de l'Angleterre. 
On y extrayait jadis le charbon. Il est situé à 10 km à l'ouest de la ville de Durham, à proximité des villages de Esh, Cornsay Colliery, Esh Winning et Langley Park.
Le village tire son nom inhabituel de la ville de Québec : les champs de la région ont été clos en 1759, l'année où l'Angleterre a conquis le Canada français. Il était courant à l'époque pour des champs éloignés de leur ferme de donner des noms des localités situées à l'étranger, ce qui a aussi été le cas de nombreux villages entiers dans le Nord-Est. Par exemple, non loin de là se trouve le village de Toronto (en).
- (en) Cet article est partiellement ou en totalité issu de l’article de Wikipédia en anglais intitulé « Quebec, County Durham » (voir la liste des auteurs).